# Paul-Louis Pröve
Paul-Louis Pröve (* 6. März 1990) ist ein deutscher Schauspieler.

## Leben und Wirken
Pröve wurde im März 1990 als Sohn des Regisseurs Thomas Louis Pröve (1953–2004) geboren. Er ist im Film Ein Vater zu Weihnachten (2001) mit Hannes Jaenicke, bei dem sein Vater Regie führte, als elfjähriger Junge zu sehen. Im Jahr 2007 spielte Pröve in einer Episode der Serie Der Landarzt den Rainer. Von Folge 445 (Erstausstrahlung: 21. Oktober 2008) bis Folge 595 (Erstausstrahlung: 23. Juni 2009) war er in der ARD-Telenovela Rote Rosen in der Rolle des „Timo Saravakos“ zu sehen. Im April und Juni 2012 hatte er Gastauftritte.

## Filmografie
- 2001: Ein Vater zu Weihnachten (Fernsehfilm)
- 2003: Wie tauscht man seine Eltern um? (Fernsehfilm)
- 2007: Der Landarzt (Fernsehserie, Episode 16x03)
- 2008–2009; 2012: Rote Rosen (Fernsehserie, sechs Episoden)